# Gymea Bay, New South Wales

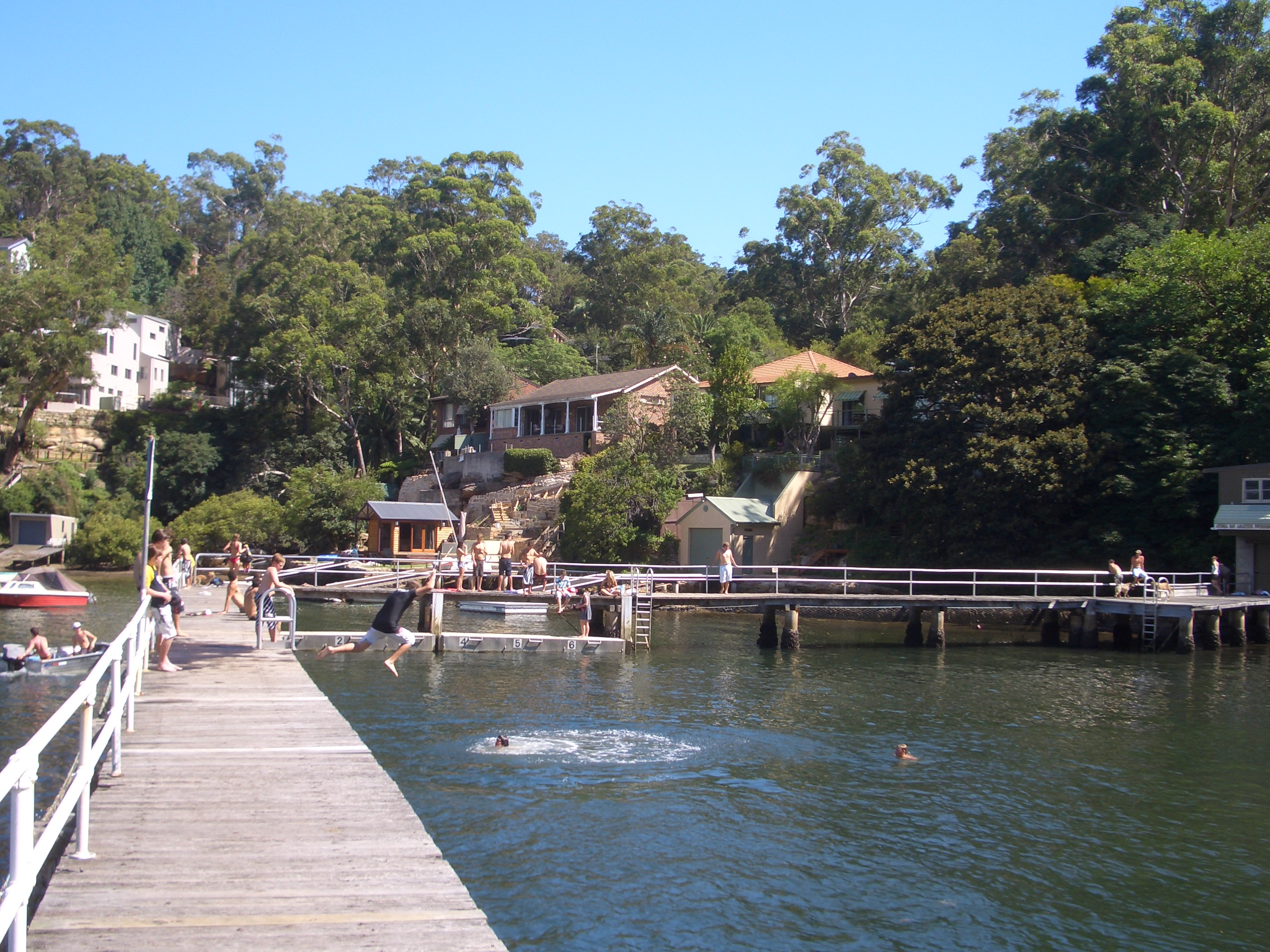
Gymea Bay Baths, Sydney

Gymea Bay este o suburbie în sudul orașului Sydney, Australia, lângă suburbia Gymea.